# Katerine Avgoustakis
Katerine Avgoustakis, född 16 september 1983, är en belgisk popsångare och vinnaren av 2005 Star Academy i Belgien. Hon har grekiska rötter på fädernet.

## Diskografi

### Album
| År   | Information                           | Position i topplistan | Position i topplistan |
| År   | Information                           | BE                    | PL                    |
| ---- | ------------------------------------- | --------------------- | --------------------- |
| 2005 | Katerine - Release: November 18, 2005 | 9                     | —                     |
| 2008 | Overdrive - Release: December 1, 2008 | 82                    | 67                    |

### Singlar
| År          | Titel                        | Album                  | Position i topplistan | Position i topplistan | Position i topplistan |     |
| År          | Titel                        | Album                  | BEL                   | NED                   | POL                   | BUL |
| ----------- | ---------------------------- | ---------------------- | --------------------- | --------------------- | --------------------- | --- |
| 2005        | "New Day"                    | Katerine               | 2                     | -                     | -                     | -   |
| 2005        | "Here Come All The Boys"     | Katerine               | 5                     | 89                    | -                     | -   |
| 2006        | "Take Me Home/Watch Me Move" | Katerine               | 15                    | -                     | -                     | -   |
| 2006        | "Catfight"                   | Katerine               | 32                    | -                     | -                     | -   |
| 2007        | "Live Wire"                  | Overdrive              | 27                    | -                     | -                     | -   |
| 2007        | "Don't Put It On Me"         | Overdrive              | -                     | -                     | -                     | -   |
| 2008        | "Shut Your Mouth"            | Overdrive              | 3                     | -                     | -                     | -   |
| 2008        | "He's Not Like You"          | Overdrive              | 34                    | -                     | -                     | -   |
| 2008        | "Ultrasonic"                 | Overdrive              | 20                    | -                     | -                     | -   |
| 2008        | "Upon The Catwalk"           | Overdrive              | 38                    | -                     | -                     | -   |
| 2009        | "Ayo Technology"             | Overdrive (Re-Release) | -                     | -                     | 1                     | 8   |
| 2009        | "Treat Me Like A Lady"       | Overdrive              | 26                    | -                     | 7                     |     |
| 2010        | "Enjoy The Day"              | Ej bestämt             | -                     | -                     | -                     | -   |
| 2010        | "Merry Xmas"                 | Ej bestämt             | -                     | -                     | -                     | -   |
| Top 10 hits | Top 10 hits                  | Top 10 hits            | 3                     | 0                     | 2                     | 1   |